# Apolinar Paniagua
Apolinar Paniagua (Yaguarón, 23 de julio de 1946) es un exfutbolista paraguayo que jugaba en la posición de delantero. Se destacó en Millonarios FC y en el Deportivo Pereira en la década de 1970.

## Trayectoria
Además de los equipos en los que militó en su país, se desempeñó también como jugador de Deportes Antofagasta (Chile), Deportivo Pereira (Colombia) y Tampico Madero (México).
En 1971, fue el máximo goleador del torneo colombiano con el Deportivo Pereira marcando 30 goles.
En 1972, llegó a Millonarios FC, que en esa temporada no incorporó jugadores de Argentina o Brasil como era costumbre, sino que los nuevos refuerzos fueron Paniagua y su compatriota Miguel Ángel Sossa.
También en ese año, Millonarios FC se coronó campeón de la Primera División de Colombia tras una victoria en la revancha de la final con un gol de Willington Ortiz y dos de Apolinar Paniagua.
A Paniagua se lo recuerda por convertir el gol 2000 en la historia de Millonarios, hecho que ocurrió el 20 de mayo de 1973.

## Selección nacional
Ha sido internacional con la selección de fútbol de Paraguay. Jugó 18 partidos con la albirroja entre 1975 y 1977. En esos años, Paniagua formó parte también del plantel nacional que disputó la Copa América 1975.

## Palmarés

### Títulos nacionales
| Título                | Club          | País     | Año  |
| --------------------- | ------------- | -------- | ---- |
| Campeonato colombiano | Millonarios   | Colombia | 1972 |
| Campeonato paraguayo  | Club Libertad | Paraguay | 1976 |

### Distinciones individuales
| Distinción                                           | Año  |
| ---------------------------------------------------- | ---- |
| Máximo goleador del Campeonato colombiano (30 goles) | 1971 |

## Vida privada
Nació el 23 de julio de 1946 en Yaguarón, una localidad al noroeste del Departamento de Paraguarí y a pocos kilómetros de la capital paraguaya. A principios de marzo de 2022, se viralizó en las redes sociales un video de Apolinar Paniagua en aparentes condiciones precarias y afirmando él mismo que desde hace un tiempo, deambula por las calles de Asunción como un indigente.